# 88 pr. n. št.
88 pr. n. št. je bilo leto predjulijanskega rimskega koledarja.
Oznaka 88 pr. Kr. oz. 88 AC (Ante Christum, »pred Kristusom«), zdaj posodobljeno v 88 pr. n. št., se uporablja od srednjega veka, ko se je uveljavilo številčenje po sistemu Anno Domini.

## Dogodki
- pontski kralj Mitridat VI. Evpator vdre v rimsko provinco Azijo
- začetek prve vojne proti Mitridatu
- Atene se uprejo  Rimski republiki
- efeške večernice